# Arūnas Dulkys
Arūnas Dulkys, litvanski ekonomist in družboslovec, * 22. oktober 1972, Šilutė, Litva
7. decembra 2020 je bil potrjen za ministra za zdravje Republike Litve.

## Življenjepis

### Študij
Leta 1990 je diplomiral na šoli v Raseiniaiju in se vpisal na ekonomsko fakulteto Univerze v Vilni, študiral je finance in kredite. Leta 1995 je diplomiral. 
Od leta 2006 do 2010 je svoje znanje iz ekonomije še poglobil na doktorskem študiju na Oddelku za teoretično ekonomijo Ekonomske fakultete Univerze v Vilni . Njegova raziskovalna področja so bila evropska ekonomska in monetarna unija, zgodovina litovske nacionalne valute (litas) in globalizacija. Leta 2010 je na univerzi v Vilni zagovarjal doktorsko disertacijo na temo »Politična ekonomija razvoja evroobmočja: asimetrije in celostni pristop« in doktoriral iz družbenih ved.

### Kariera
Med letoma 1992 in 1996 je v Banki Litve opravljal funkcijo blagajnika, pomočnika vodje in vodje enot gotovinskega poslovanja komercialnih bank.
Leta 1996 je postal direktor oddelka za gotovino Banke Litve. Na tej funkciji je ostal do leta 2004, ko je za eno leto postal svetovalec predsednika upravnega odbora Banke Litve .
Od leta 2006 do 2007 je bil ekonomski svetovalec predsednika parlamenta, vodja sekretariata.
Leta 2007 je postal direktor novoustanovljenega 8. revizijskega oddelka Državne revizijske službe Republike Litve, ki je odgovoren za revizijo sistema upravljanja in nadzora strukturne pomoči Evropske unije. Ta oddelek je vodil do 14. aprila 2015. Med letoma 2011 in 2015 je bil tudi predavatelj na Oddelku za teoretično ekonomijo Ekonomske fakultete Univerze v Vilni.
Med letoma 2015 in 2020 je bil generalni revizor Republike Litve.